# CureApp

## 概要
株式会社CureApp (英: CureApp, Inc.) は、慶応大学卒の医師、佐竹晃太と鈴木晋が創業した、デジタル技術を医療に用いて患者の行動変容を促す等の「デジタル治療（DTx、デジタルセラピューティクス）」を行う「治療アプリ」の開発・販売、デジタル技術を用いた健康支援サービスの開発・提供を行っている企業。

2020年にデジタル治療用アプリとして国内初の薬事承認を得た「ニコチン依存症治療アプリ」を始め、高血圧症向け治療用アプリなど、臨床試験や治験による医学的エビデンスを持ち、薬事承認され、保険適用される治療用アプリや、禁煙・卒煙プログラム等の健康支援サービス、医療機関向けの治療用アプリ処方プラットフォーム等の開発・提供を行っている。なお「治療アプリ」は同社の登録商標。

## 主要製品

### 提供・販売中
- ニコチン依存症治療
  - 「ニコチン依存症治療アプリ及びCOチェッカー」。日本で初めて医療機器として承認された治療用アプリ。2020年12月発売開始。薬事承認済・保険適用。
- 高血圧症治療
  - 「高血圧治療補助アプリ®」（販売名：CureApp HT 高血圧治療補助アプリ）。高血圧治療における生活習慣の修正ならびに診療時の生活習慣指導をサポート。2022年9月発売開始。薬事承認済・保険適用。
- 法人向け健康支援プログラム
  - 「ascure（アスキュア）モバイルヘルスプログラム」を通じた健康支援サービスを法人向けに提供。「ascure卒煙」として「医師開発アプリ×オンライン指導×OTC禁煙補助薬の自宅配送」を組み合わせた禁煙ソリューションを提供している。

### 開発中
- NASH（非アルコール性脂肪肝炎）治療アプリ（サワイグループホールディングスと開発・販売ライセンス契約締結）
- 慢性腰痛症向け治療用アプリ
- アルコール依存症向け治療用アプリ
- 慢性心不全治療アプリ
- がん患者支援治療用アプリ（第一三共と共同開発中）

## 沿革
- 2014年7月 - 株式会社キュア・アップ(CureApp, Inc.)として創業。
- 2015年
  - 2月 
    - 慶應義塾大学病院で「ニコチン依存症向け治療用アプリ」臨床研究開始。
    - 第三者割当増資（約3000万円調達）。

  - 10月 - 第三者割当増資（約7000万円調達）。
- 2016年
  - 2月 - 第二種医療機器製造販売業取得。
  - 10月 - 東京大学医学部付属病院と「NASH（非アルコール性脂肪肝炎）向け治療用アプリ」臨床研究開始。
- 2017年
  - 2月 - 第三者割当増資（約3.8億円調達）。
  - 4月 - 法人向けモバイルヘルスプログラム「ascure(アスキュア)禁煙プログラム」提供開始。
  - 10月 - 「ニコチン依存症向け治療用アプリ」治験開始。
- 2018年
  - 2月 - 第三者割当増資（約15億円調達）。
  - 6月 - 自治医科大学附属病院等で「高血圧症向け治療用アプリ」臨床研究開始。
- 2019年
  - 3月 - 米国法人CureApp North America, Inc.設立。
  - 4月 - 法人向けモバイルヘルスプログラム「ascure STEPS」（アスキュア ステップス）生活習慣改善プログラム提供開始。
  - 8月 - 第三者割当増資（約23億円調達）。
  - 9月 - 世界初の禁煙ソーシャル・インパクト・ボンド（SIB）「とよなか卒煙プロジェクト」開始。
  - 12月 - 自治医科大学と「高血圧症向け治療用アプリ」治験開始。
- 2020年
  - 5月 - 完全オンラインでの「特定保健指導対応型ascure卒煙プログラム」提供開始。
  - 6月 - 「ニコチン依存症向け治療アプリ」が厚生労働省 薬事・食品衛生審議会 医療機器・体外診断薬部会で承認了承[3]。
  - 8月 - 「ニコチン依存症向け治療用アプリ」が製造販売承認（薬事承認）を取得[4]。
  - 10月 - 医療機関向けに治療用アプリ処方プラットフォーム「App Prescription Service」を提供開始[5]。
  - 11月 - 「がん患者支援治療用アプリ」で第一三共と共同開発開始。
  - 12月 - 「ニコチン依存症向け治療用アプリ」が保険適用、販売開始[6]。
- 2021年
  - 3月 - ジャパン・コインベスト3号投資事業有限責任組合や既存株主より21億円の資金調達（累計調達額約64億円）[7]。
  - 5月 - 地方独立行政法人岡山市立総合医療センター 岡山市立市民病院にて「アルコール依存症向け治療用アプリ」の臨床試験開始。
  - 7月 - 健康保険組合、企業、自治体向けに治療用アプリが処方可能なオンライン禁煙診療「ascure Dr.卒煙TM」の提供開始。
  - 12月 - 医療法人社団ゆみのをパートナーに「慢性心不全向け治療用アプリ」の開発を開始。
- 2022年
  - 3月 -「高血圧症向け治療用アプリ」が厚労省薬事・食品衛生審議会（医療機器プログラム調査会）にて承認了承。
  - 4月 - 「高血圧症向け治療用アプリ」が製造販売承認（薬事承認）取得[8]。
  - 5月 - カーライルより約70億円の資金調達（累計調達額約134億円）[9]。
  - 8月 - NASH領域におけるDTxの開発及び販売ライセンス契約をサワイグループホールディングス株式会社と締結[10]。
  - 9月 - 「高血圧症向け治療用アプリ」が保険適用、販売開始[11][12]。
  - 11月 - 福島県立医科大学と「慢性腰痛症向け治療用アプリ」の共同研究開始。
- 2023年
  - 1月 - アルコール依存症向け治療用アプリの治験を開始[13]。